# Robert Cenker
Robert Joseph Cenker (Uniontown, 5 novembre 1948) è un ex astronauta e ingegnere statunitense.
Nel 1986 ha preso parte alla missione STS-61-C a bordo dello Space Shuttle Columbia come specialista del carico di bordo.